# Julie Richards
Julie Lynne Black-Burns Richards (Newnan, 26 de septiembre de 1970) es una jinete estadounidense que compitió en la modalidad de concurso completo.
Participó en dos Juegos Olímpicos de Verano, en los años 2000 y 2004, obteniendo una medalla de bronce en Atenas 2004, en la prueba por equipos (junto con Kimberly Severson, Darren Chiacchia, John Williams y Amy Tryon).

## Palmarés internacional
| Juegos Olímpicos | Juegos Olímpicos | Juegos Olímpicos  | Juegos Olímpicos |
| Año              | Lugar            | Medalla           | Categoría        |
| ---------------- | ---------------- | ----------------- | ---------------- |
| 2004             | Atenas (Grecia)  | Medalla de bronce | Por equipos      |